# Попов
Попов је словенско презиме које се налази претежно у Русији, Србији, Бугарској и Северној Македонији. Може се односити на следеће особе:
- Душан Попов (1912–1981), српски  правник, троструки агент и обавештајац
- Олег Попов (1930–2016), руски кловн и циркуски уметник
- Столе Попов (1950), македонски филмски режисер